# Élie Gautier
Ne doit pas être confondu avec Jean-Élie Gautier.
Pour les articles homonymes, voir Gautier.
Élie Gautier, né en 1903, mort en 1987, est prêtre, fondateur et directeur de la Mission bretonne, historien de la Bretagne et sociologue.

## Biographie
Élie Gautier naît le 27 juillet 1903 à Dinan.
Devenu prêtre, il est professeur de philosophie au collège des Cordeliers, à Dinan, de 1925 à 1945,. Il dirige ensuite à Paris l'Entraide bretonne, fonde en 1947 la Mission bretonne pour favoriser les rencontres entre jeunes immigrés à Paris, les actions d'entraide et les événements festifs et culturels, au théâtre ou dans des usines désaffectées.
Il élabore une thèse de doctorat en lettres, sur l'Émigration bretonne : où vont les Bretons émigrants – Leurs conditions de vie. Il la passe avec succès en Sorbonne. La thèse manuscrite étant trop volumineuse pour être publiée telle quelle, elle paraît en plusieurs volumes. Les deux premiers volumes sont publiés en 1950 : Un siècle d'indigence : pourquoi les Bretons s'en vont et La Dure existence des paysans et des paysannes : pourquoi les Bretons s'en vont. Hélène Bergues qualifie cette étude de minutieuse et précise, avec une enquête portant sur 400 communes des Côtes-du-Nord et une solide documentation, montrant les causes sociales, économiques et psychologiques de l'émigration, les conditions de vie, la densité démographique, l'insuffisance des sols, la précarité des situations et des revenus, la misère, la mendicité. Georges Chabot relève le caractère « poignant » des livres, les causes profondes qui perdurent ; il insiste sur le caractère dramatique et actuel de la situation décrite, et la nécessité de répondre au cri d'alarme de l'abbé Gautier. André Meynier salue le travail considérable de dix-huit ans de recherches, le grand nombre de remarques intéressantes et de rapprochements pertinents, et le solide « panorama des causes d'émigration » ; mais il regrette l'étude de certains thèmes sur quelques années au lieu du siècle, plusieurs idées périmées, l'idée préconçue que l'émigration serait mauvaise en elle-même, la trop grande longueur des citations, et quelques appréciations peu scientifiques. Maurice Le Lannou déplore le désordre du plan, les longueurs, les redites, des incertitudes, des approximations et plusieurs impasses, mais apprécie les sérieuses et très intéressantes remarques sur les conditions de travail, l'évolution de l'alimentation et les conditions psychologiques.
Élie Gautier écrit aussi des livres religieux, et d'autres ouvrages sur la sociologie et l'histoire de la Bretagne, notamment son histoire démographique et sociale,.
L'abbé Élie Gautier quitte la Mission Bretonne en 1970. Après un passage au Sacré-Cœur de Paris, il est affecté à Trévé dans les Côtes-du-Nord en 1977. Il y meurt en janvier 1987, et il y est inhumé.

## Œuvres

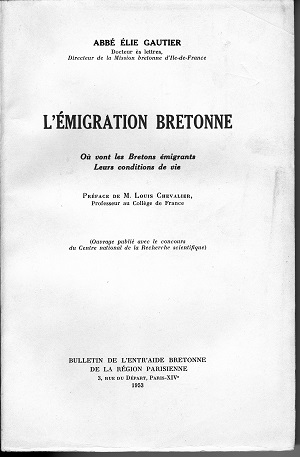
L'Émigration Bretonne, l'un des ouvrages majeurs de l'abbé Élie Gautier, publié en 1953.

Les ouvrages de l'abbé Gautier sont indiqués ci-dessous d'après les informations de la Bibliothèque nationale et du SUDOC : 
- L'introduction de la race bovine charolaise dans l'élevage vendéen, Imprimerie yonnaise, 1941.
- Un siècle d'indigence : pourquoi les Bretons s'en vont..., Éditions ouvrières, 1950. Thèse, 1er volume, 170 p.
- La Dure existence des paysans et des paysannes : pourquoi les Bretons s'en vont..., Éditions ouvrières, 1950. Thèse, 2e volume, 182 p.
- Le problème de l'émigration bretonne étudié à travers la situation économique et sociale des Côtes du Nord aux XIXe et XXe siècles, 1950.
- L'Émigration bretonne : où vont les Bretons émigrants, leurs conditions de vie, Bulletin de l'Entr'aide bretonne de la région parisienne, Aubin, 1953, 287 p.
- Les Emigrés bretons. Essai sur la répartition géographique, la situation sociale, morale et religieuse des Bretons émigrés, s.d.
- Et vous, qui dites-vous que je suis ?, textes bibliques réunis, traduits et commentés par Élie Gautier, Paris, 1968 (2e édition), 387 p., réédité en 1983.
- L'Image du Dieu invisible : le cœur du Christ, Paris, 1971, 238 p.
- L'Alliance éternelle de Dieu avec les hommes, Dinan, 1974, 189 p.
- La Foi nue selon Marcel Légaut face à la foi de l'Église ou une Étrange introduction à l'intelligence du christianisme, Dinan, CCP, 1974, 127 p.
- Halte à la fraude fiscale et à la spéculation, à l'inégalité devant l'impôt, à l'exportation clandestine des capitaux, aux hold-up, aux prises d'otages en vue d'obtenir une rançon, au proxénétisme, au trafic de la drogue..., Trévé, Presses bretonnes, 1978, 79 p  (ISBN 2902911017 et 9782902911011).
- Une monnaie au service des hommes pour la croissance, l'emploi, la solidarité, l'aide au Tiers-monde, Trévé, 1985, 343 p.  (ISBN 2-902911-08-4).
- L'École des Cordeliers de Dinan, Dinan, J. Collet, 1985, 249 p.  (ISBN 2-905956-00-3).
- Tisserands de Bretagne : prospérité et lente agonie d'une industrie rurale : les célèbres toiles de Quintin, Uzel, Loudéac dites "Bretagnes légitimes" du XVIe au XIXe siècle, Morlaix, Skol-Vreizh, 1988.

### Ouvrages biographiques et généraux
- « Gautier, Abbé Elie », dans Jean-Loup Avril, 500 bretons à connaître, Saint-Malo, Éditions L'Ancre de marine, 1989 (ISBN 2-905970-17-0), p. 88.
- Michel Renouard, Joëlle Méar, Nathalie Merrien, Dictionnaire de Bretagne, 1992.
- « La Mission de l'abbé Gautier », dans Didier Violain, Bretons de Paris : des exilés en capitale, Parigramme, 2003, p. 118 [extraits en ligne].

### Recensions critiques, jugements
- Hélène Bergues, « Gautier Elie – Un siècle d'indigence et La dure existence des paysans et des paysannes », Population, vol. 5e année, no 4,‎ 1950, p. 771 (lire en ligne, consulté le 3 décembre 2015).
- Georges Chabot, « Gautier (Abbé Elie) : Un siècle d'indigence. Pourquoi les Bretons s'en vont. – et La dure existence des paysans et des paysannes. Pourquoi les Bretons s'en vont », L'information géographique, vol. 15, no 2,‎ 1951, p. 82-83 (lire en ligne, consulté le 3 décembre 2015).
- André Meynier, « L'émigration bretonne vue par l'abbé Elie Gautier », Annales de Bretagne, t. 59, no 1,‎ 1952, p. 137-140 (DOI 10.3406/abpo.1952.4418, lire en ligne, consulté le 3 décembre 2015).
- Maurice Le Lannou, « Sur l'émigration bretonne », Annales. Économies, sociétés, civilisations, vol. 7e année, no 1,‎ 1952, p. 95-97 (lire en ligne, consulté le 3 décembre 2015).